# Darko Lukanović
Darko Lukanović (Tuzla, 1º giugno 1984) è un ex calciatore svedese, di ruolo attaccante.

## Carriera

### Club
Ha giocato nella massima serie dei campionati svedese, rumeno, vietnamita e sloveno.